# Брисбен (аэропорт)
Аэропорт Брисбен (англ. Brisbane Airport) (ИАТА: BNE, ИКАО: YBBN) — пассажирский аэропорт, расположенный в пригороде Брисбена, третий по пассажирообороту аэропорт Австралии после аэропортов Сиднея и Мельбурна. Аэропорт Брисбен является хабом для Virgin Blue и вторичным хабом для Qantas и её лоу-кост подразделения Jetstar. Маршрут Брисбен-Сидней является одиннадцатым по загруженности маршрутом мира и седьмым — в Азии.
В аэропорту функционируют внутренний и международный терминалы, а также грузовой терминал и две ВПП.
Аэропорт получил приемию IATA Eagle Award в 2005 году. В июле 2007 года аэропорт Брисбен был признан лучшим аэоропортом австралийско-тихоокеанского региона в 2008 году Skytrax.

## История
Благодаря плоской поверхности Орлиная ферма, первоначально сельскохозяйственная территория в Квинсленде, в 1925 году стала аэродромом. Несмотря на то, что Qantas начал операции в аэропорту ещё в 1926, большая часть рейсов в Брисбен приходилась на аэропорт Арчерфилд, покрытие которого было более подходящим. 9 июня 1928 года здесь совершил посадку Чарльз Кингсфорд-Смит, после первого транстихоокеанского перелёта на Fokker F.VII, который назывался Южный крест. В наши дни самолёт находится в музее рядом с мемориалом Кингсфорда-Смита.
Во время Второй мировой войны в Брисбене находилась штаб-квартира Верховного командования сил Альянса на Юго-западном тихоокеанском театре военных действий, здесь была ставка генерала Дугласа Макартура. Армия США модернизировала аэропорт для принятия военных самолётов, что позволило ему в послевоенные годы стать главным аэропортом города.

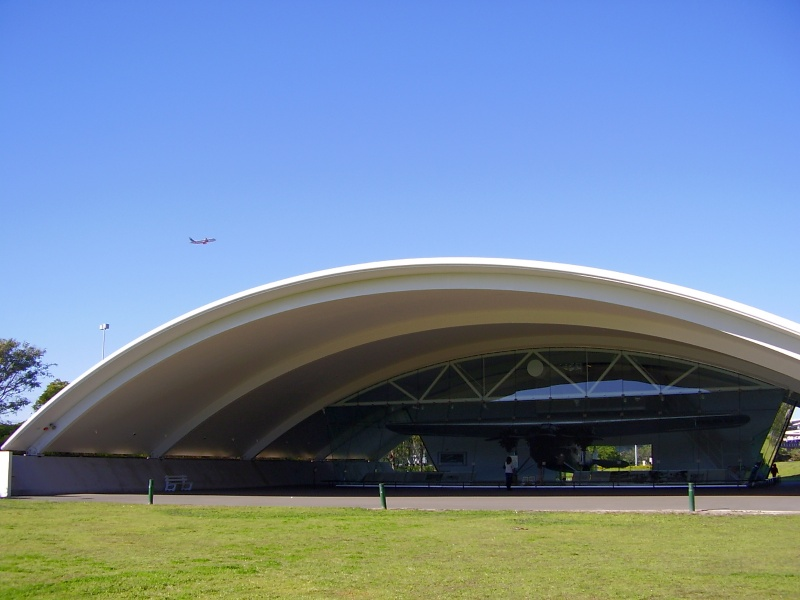
Мемориал Кингсфорда-Смита

К 1970-м годам стало очевидно, что мощности аэропорта недостаточено для быстрорастущего Брисбена. Парламент Австралии принял решение о строительстве нового аэропорта к северу от Игл Фарм. Новый аэропорт был построен Leighton Holdings и открыт в 1988 году. Новый аэропорт был построен на территории бывшего жилого района Крибб-Айленд, который был разрушен. Для укрепления болотистых почв был использован большой объём песка из Залива Моретон.
Во время кампании приватизации австралийских аэропортов, аэропорт Брисбена был приобретен в аренду на 99 лет консорциумом государственных и финансовых организаций во главе с Амстердамским аэропортом Схипхол.

## Терминалы

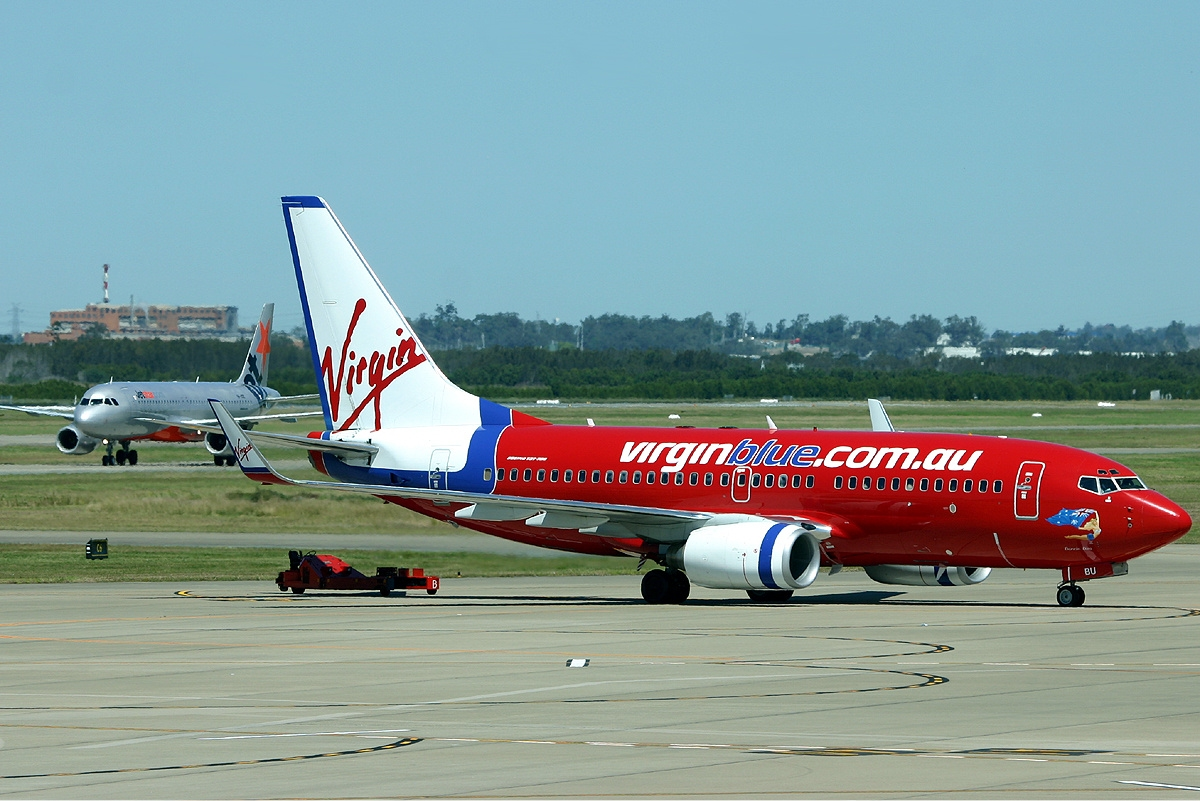
Virgin Blue базируется в аэропорту Брисбена

В аэропорту Брисбена два пассажирских терминала.
Международный терминал
В Международном терминале 12/14 (2 A380 или 4 A320) стояночных места с телетрапами. Кроме того, с учётом расширения международного терминала, существует ещё 12 удалённых стоянок.
В Международном терминале 4 уровня: на уровне 1 находятся офисы авиакомпаний, багажные отделения и туроператоры, на уровне 2 — зал прибытия, уровень 3 — зал вылета, уровень 4 регистрация на вылет.
В терминале также расположен зал первого класса Emirates Airline, особенностью является возможность обслуживать пассажиров A380. В терминале также находятся залы Air New Zealand, Qantas и Singapore Airlines.
В аэропорту есть долговременная автостоянка и кратковременный паркинг.
Внутренний терминал
Внутренний терминал обслуживает авиакомпании Qantas и QantasLink в северной своей части и Virgin Blue в южной, другие перевозчики, такие как Jetstar, обслуживаются в центре в общем зале.
В Зале Qantas 9 стоянок с телетрапами, в том числе один двойной. В Зале Virgin Blue 7 стоянок с телетрапами (все одинарные). В центральном зале телетрапов нет.
Удалённые стоянки расположены к северу и к югу от здания (кроме реактивных самолётов) и в центральной зоне (для реактивных самолётов).

## Проекты развития

### Новая параллельная ВПП

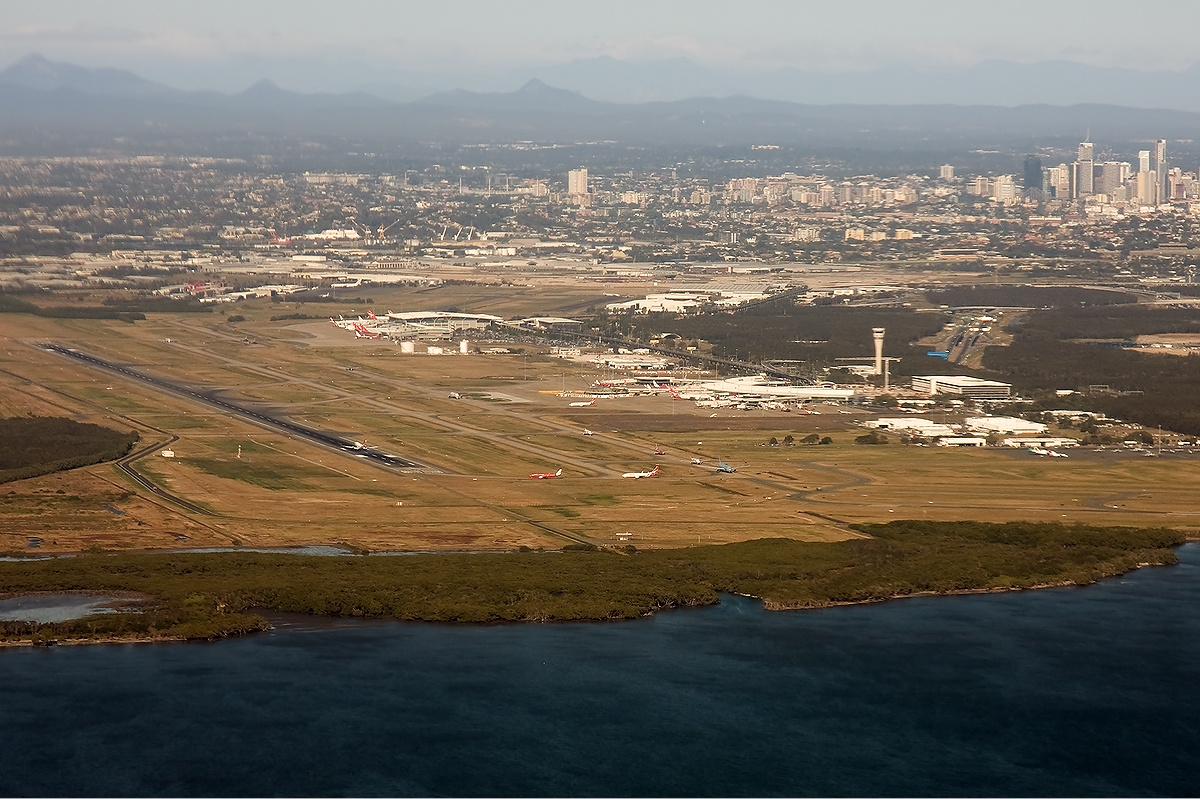
Аэропорт Брисбен, вид с воздуха

18 сентября 2007 года федеральное правительство одобрило строительство новой взлётно-посадочной полосы в аэропорту Брисбена. Строительство новой ВПП, параллельной существующей северо-южной ВПП, заняло около восьми лет и создало 2 700 рабочих мест.
В начале декабря 2014 года на строительную площадку было доставлено 11 миллионов кубометров песка. В 2019 году началось асфальтирование второй взлётно-посадочной полосы, которое было завершено к концу года. В феврале 2020 года началась работы по нанесению разметки. Строительство взлётно-посадочной полосы было завершено 30 апреля 2020 года. 12 июля состоялось её официальное открытие. Рейс авиакомпании Virgin Australia (Брисбен-Кэрнс) стал первым, взлетевшим с новой полосы.
Строительство новой ВПП вызывало недовольство ряда австралийских политиков.

### Дорожная инфраструктура
С целью упрощения для пассажиров доступа из Брисбена в аэропорт администрация Квинсленда и городской совет Брисбена совместно с консорциумом Theiss/John Holland/Macquarie Bank приняли решение о строительстве шоссе. В его состав вошёл самый длинный тоннель в Австралии (свыше 8 км; 6 полос) и объездной тоннель (второй по длине в Австралии). Строительство было завершено в середине 2012 года

## Авиакомпании и назначения
Ниже приведен список авиакомпаний, выполняющих рейсы на самолётах собственного флота. Авиакомпании, выполняющие рейсы только по код-шерингу, не учтены.
Пассажирские и грузовые авиакомпании, обслуживающиеся в аэропорту Брисбена

## Статистика
Данные из запроса в Викиданные.

### Внутренние авиаперевозки
| Место | Аэропорт | Пассажиры (чел.) | Динамика (%) |
| ----- | -------- | ---------------- | ------------ |
| 1     | Сидней   | 1 237 600        | ▼65,0        |
| 2     | Кэрнс    | 947 200          | ▼1,5         |
| 3     | Мельбурн | 772 600          | ▼71,1        |

| Место | Аэропорт  | Пассажиры (чел.) | Динамика (%) |
| ----- | --------- | ---------------- | ------------ |
| 1     | Кэрнс     | 95 300           | ▲22,7        |
| 2     | Таунсвилл | 55 400           | ▲16,7        |
| 3     | Маккай    | 44 700           | ▲28,0        |